# Hackney (cheval)
Pour l’article homonyme, voir Hackney.
Le Hackney est une race de chevaux carrossiers britannique. Il est l'héritier du célèbre trotteur Norfolk et du carrossier du Yorkshire, deux chevaux de traction au trot célèbres au début du XIXe siècle. Son stud-book a été établi en 1883 à Norwich. Il tient son nom du district londonien de Hackney, qui a d’abord donné son nom au petit véhicule hippomobile qui y était fabriqué et était principalement utilisé comme voiture de louage. Le nom de hackney a été donné aux chevaux employés à la traction de ces voitures. À la fin du XIXe siècle les Américains l'importent et créent le poney Hackney, ce qui fait du Hackney l'une des rares races pouvant être à la fois cheval ou poney.
Ces dernières décennies, il a fait l'objet d'un élevage sélectif visant à le spécialiser dans l'attelage. Il en résulte une race élégante dotée d'une action très relevée, populaire pour les manifestations d'attelage léger. Les Hackneys possèdent une bonne endurance, et sont capables de trotter à vitesse élevée sur de longues périodes de temps.

## Étymologie et terminologie
Le mot « hackney » vient vraisemblablement d'un emprunt au moyen anglais, également à l'origine probable, quelque temps plus tard, du terme d'ancien français « haquenée » qui désigne une jument allant à l'amble.

## Histoire

### Origines
La race Hackney est développée dès le XIVe siècle dans le Norfolk, lorsque le roi d'Angleterre exige de puissants chevaux restant attrayants, dotés d'un excellent trot, pour être montés sur les routes. Les routes sont rudimentaires à l'époque et l'équitation constitue le principal moyen de déplacement. Les trotteurs sont plus appropriés comme chevaux de guerre que les ambleurs. En conséquence, en 1542, le roi Henri VIII exige que ses sujets riches gardent un nombre spécifié d'étalons trotteurs pour la reproduction. Le nom « Hackney » est employé depuis longtemps, car en 1621, le capitaine Baily met sur le Strand quatre voitures à six places pour servir aux transports à la demande, tirées par deux hackneys. Ces voitures connaissent un tel succès qu'elles prennent elles-mêmes le nom de hackneys. En 1760, à Londres, on trouve un millier de ces voitures, qui causent d'énormes encombrements dans les rues. Le cab, plus petit et plus maniable, succède aux hackneys.
Vers 1729, un étalon trotteur Norfolk et un étalon Arabe contribuent à la naissance du Hackney moderne. Le résultat est d'abord nommé « Norfolk Roadster », c'est un cheval charpenté utilisé au travail par les agriculteurs. C'est également un cheval rapide doté d'une bonne endurance.
Trois étalons ont marqué un rôle marquant dans le développement de la race : Shales, Gold Farmer et Fox Hunter,.
Le premier étalon fondateur est le demi-sang Shales, appelé selon des sources Original Shales ou Old Shales. Né en 1755, il est issu d'une jument Norfolk et de Blaze (1733),,,. Blaze est le fils d'un célèbre cheval de course, Flying Childers, et le petit-fils de Darley Arabian, l'un des étalons fondateurs du Pur-sang,.
Shales donne naissance à deux étalons qui exercent une forte influence sur le trotteur Norfolk.
Gold Farmer et Fox Hunter ont également grandement influencé la race. Ils sont les fils de Sampson.
Ce cheval descend en effet de deux autres races britanniques de traction au trot, le trotteur Norfolk et le carrossier du Yorkshire, célèbres pour leur performances d'endurance en trot attelé qui donnent longtemps lieu à des paris. Les matches au trot monté, puis au trot attelé, ont disparu progressivement du paysage anglais passées les années 1840. L'arrivée des chemins de fer a diminué la nécessité de posséder un trotteur sur longues distances. La demande s’accroit, par contre, en chevaux élégants et aptes aux courtes distances. En 1883, les éleveurs créent un registre de race sous la responsabilité de la Hackney Stud Book Society basée à Norwich, et tous les chevaux trotteurs prennent le nom de « Hackneys »,. Le trotteur Norfolk influence significativement le Hackney connu de nos jours, mais disparaît en tant que race propre.

### Spécialisation et âge d'or de la race
En 1885, la Hackney Stud Book Society présente pour la première fois ses chevaux à l’Agricultural Hall de Londres. La notion de « pureté du sang » prenant de l'importance, les juments ne peuvent plus être enregistrées dans la race sans un certificat d'origine et les seuls croisements autorisés le sont avec le Pur-sang. Les concours pour chevaux attelés se multiplient, face à la demande en chevaux aux actions élégantes, quelques éleveurs se spécialisent. La demande en chevaux militaires et chevaux d’attelage légers entraîne l'exportation, en 1891, de 28 étalons Hackney en Italie, et l'année suivante, de 100 étalons dont 78 vers les États-Unis. Les Japonais signent des importations régulières en 1897, qui se poursuivent jusqu'en 1923. Les riches propriétaires apprécient cet élégant cheval pour mener leurs attelages en ville et les demandent affluent en provenance de France, d'Allemagne et des Pays-Bas.

### Poney Hackney
Alexander Cassatt introduit le poney Hackney aux États-Unis. En 1878, il acquiert 239 Stella en Grande-Bretagne et l'emmène à Philadelphie. En 1891, Cassatt et d'autres amateurs de la race créent l’American Hackney Horse Society à Lexington dans le Kentucky. Le poney Hackney se développe à la fin du XIXe siècle, par croisements avec des races de poneys, dans le but de créer un animal de show.

### Déclin et reconversion dans l'attelage de loisir
La demande en chevaux carrossiers commence à décliner dès le début du XXe siècle, avec les prémices de la motorisation, et le phénomène s'accroit après la Première Guerre mondiale. Les agriculteurs de l’Est de l’Angleterre, qui ont fait fortune avec l'élevage de Hackneys, abandonnent par centaines cet élevage devenu peu rentable. Dans le même temps, la demande en chevaux de sport équestre s'accroit, ce qui empêche la disparition complète du Hackney. Les allures brillantes de ce cheval lui permettent aussi de survivre car ses présentations attelées restent spectaculaires.
Les États-Unis importent quelques animaux, les Hollandais et les Anglais organisent des présentations. Dans les années 1930, Benito Mussolini acquiert une paire de Hackney pour ses parades dans Rome. Les conséquences de la crise de 1929 entraînent un ralentissement des demandes en chevaux de concours, mais la Seconde Guerre mondiale octroie un bref répit aux chevaux d'attelage en raison de pénuries d’essence. Cependant, dans le berceau de race, les années 1939-1945 sont critiques pour le Hackney.
Après la guerre, les concours attelés pour Hackneys reprennent et font des adeptes. La caudectomie est interdite en 1948 malgré l'opposition des traditionalistes, et l’attelage connaît une nouvelle vague de popularité comme loisir, bien que l'élevage de la race reste limité.

## Description
Les Hackneys existent en différentes tailles (poney ou cheval), et forment l'une des rares races reconnues dans les deux catégories.
Sa taille moyenne est comprise entre 1,46 m et 1,55 m

### Morphologie

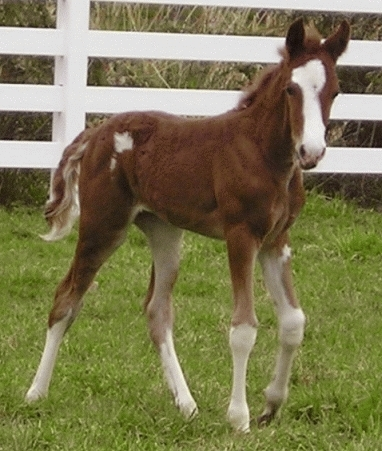
Pouliche Hackney de 1 mois.

La tête est petite avec un chanfrein droit ou un peu busqué,,. Les oreilles sont petites, fines et mobiles,. Les yeux sont grands, le regard éveillé,. Le port de tête est haut et fier. 
L'encolure est longue, élégante et bien musclée,,.
Le garrot est effacé.
Le poitrail est profond,.
Les épaules sont belles, puissantes, bien obliques, donc parfaitement adaptées pour l'attelage,. 
Le corps est puissant et compact,,.
Le dos est droit et court.
L'arrière-main est solide et puissante avec une croupe longue, large et arrondie.
Les membres, assez courts, sont forts, résistants et osseux,,. Les jarrets sont bien descendus. Il possède également de très bons pieds.
La queue est attachée et portée haut.

### Robe
Il possède une robe généralement bai, bai-brun ou noir. Elle peut également parfois être alezane ou rouanne,. Des marques blanches sur la tête peuvent également être rencontrées.

### Tempérament
C'est un cheval vif, fougueux et nerveux,,. Il n'est de ce fait pas adapté aux cavaliers débutants.
Il fait également preuve d'une grande résistance. Il est en effet capable de trotter de longues heures sans se fatiguer,.

### Allures
Le Hackney possède un déplacement spectaculaire au trot. Celui-ci est caractérisé par un levé très haut des antérieurs qu'il projette loin en avant de l'épaule,.

## Utilisations

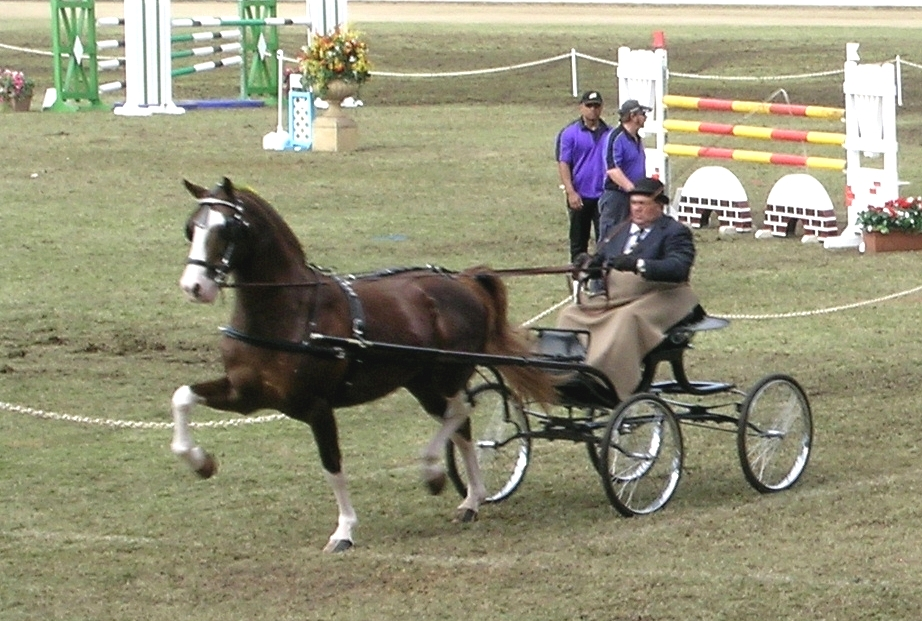
Un Hackney en compétition d'attelage.

Il excelle à l'attelage. Il peut également être monté en équitation classique et être utilisé en saut d’obstacles, en complet et en dressage.
Il participe également à des concours de modèle et allures, attelé à des voitures restaurées.
Il sert aussi d'améliorateur à d'autres races de chevaux de sport modernes.

## Diffusion de l'élevage
La race a été exportée en Europe, en Amérique, en Afrique du sud et en Australie.

#### Ouvrages généralistes
- [Bongianni 1988] (en) Maurizio Bongianni (trad. Ardèle Dejey), Simon & Schuster's Guide to Horses and Ponies, New York, Simon & Schuster, 1988, 255 p. (ISBN 0-671-66068-3, OCLC 16755485, LCCN 87026434, lire en ligne), « Hackney ». .
- [Ravazzi 2002] Gianni Ravazzi, L'encyclopédie des chevaux de race, Paris, Éditions De Vecchi, 15 novembre 2002, 191 p. (ISBN 2-7328-2594-8, OCLC 470110979), « Hackney », p. 96. .
- [Edwards 2005] Elwyn Hartley Edwards (trad. Patrice Leraut, ill. Bob Langrish), Chevaux, Nord Compo, Villeneuve-d'Ascq, Éditions Larousse, coll. « L'œil nature », juillet 2005, 256 p. (ISBN 2-03-560408-7, OCLC 420395944), p. 154-155. .
- [Hendricks 2007] (en) Bonnie Lou Hendricks, International Encyclopedia of Horse Breeds, Norman, University of Oklahoma Press, 15 août 2007, 2e éd., 486 p. (ISBN 0-8061-3884-X, OCLC 154690199, lire en ligne), « Hackney », p. 208-210. .
- [Fitzpatrick 2008] Andrea Fitzpatrick, « Hackney », dans Le Monde fascinant des chevaux, Paris, Nov'edit, 2008, 437 p. (ISBN 9782350332086), p. 144-145.

#### Articles
- [Grognet 2009] Jean Claude Grognet, « Du trotteur du Norfolk au Hackney », L'attelage français,‎ 13 octobre 2009 (lire en ligne)